# Serendipita
Serendipita — рід грибів родини Serendipitaceae. Назва вперше опублікована 1993 року.